# Blênio-de-pintas-vermelhas
O blênio-de-pintas-vermelhas (Blenniella chrysospilos), é uma espécie de blênio nativo dos recifes de corais do Indo-Pacífico. Esse peixe tem o costume de viver sobre rochas e corais, onde se alimenta de algas filamentosas, eventualmente é visto se alimentando de algas que crescem em cascos de tartarugas-marinhas.
Essa espécie é nativa do Indo-Pacífico, podendo ser encontrado em recifes de corais nas Maldivas para Madagascar até as Filipinas e Ilhas Ryukyu, no sul do Japão, além de também ser visto na Grande Barreira de Coral, na costa da Austrália.